# Teamcraft Motorsport
Teamcraft Motorsport – były brytyjski zespół startujący w wyścigach samochodowych założony w 2007 roku przez Leas Jonesa. W historia swoich startów ekipa pojawiała się w stawce Euroseries 3000 oraz A1 Grand Prix (obsługując ekipę meksykańską). Pierwsze i jedyne zwycięstwo odniósł dla zespołu Pastor Maldonado w pierwszym wyścigu sezonu 2009 Euroseries 3000.

## Starty

### Euroseries 3000
| Rok  | Bolid      | Kierowcy           | Wyścigi | Wygrane | PP | NO | Pkt | M.K. | M.Z. |
| ---- | ---------- | ------------------ | ------- | ------- | -- | -- | --- | ---- | ---- |
| 2009 | Lola-Zytek | Pastor Maldonado   | 2       | 1       | 0  | 0  | 10  | 10   | 8    |
| 2009 | Lola-Zytek | Raffaele Giammaria | 2       | 0       | 0  | 0  | 0   | NS   | 8    |

### A1 Grand Prix
| Rok       | Bolid      | Kierowcy       | Wyścigi | Wygrane | PP | NO | Pkt | M.Z. |
| --------- | ---------- | -------------- | ------- | ------- | -- | -- | --- | ---- |
| 2007/2008 | Lola-Zytek | A1 Team Mexico | 20      | 0       | 0  | 1  | 22  | 16   |